# Protodrilus rubropharyngeus
Protodrilus rubropharyngeus is een borstelworm uit de familie Protodrilidae. Het lichaam van de worm bestaat uit een kop, een cilindrisch, gesegmenteerd lichaam en een staartstukje. De kop bestaat uit een prostomium (gedeelte voor de mondopening) en een peristomium (gedeelte rond de mond) en draagt gepaarde aanhangsels (palpen, antennen en cirri).
Protodrilus rubropharyngeus werd in 1940 voor het eerst wetenschappelijk beschreven door Jägersten.